# Мінамата (фільм)
Мінамата (англ. Minamata) — драматичний фільм 2020 року спільного виробництва Великої Британії, США та ОАЕ. Режисер Ендрю Левітас. Сценаристи Ендрю Левітас та Девід Кесслер; продюсери Джонні Депп й Білл Джонсон. Світова прем'єра відбулася 21 лютого 2020 року; прем'єра в Україні — 29 квітня 2021-го.

## Зміст
В 1970-х військовий фотограф Юджин Сміт за завданням журналу «Life» вирушає до Японії, де в невеликому прибережному містечку Мінамата розгортається екологічна катастрофа.
Звідти Сміт зробить репортаж, який вразить весь світ. Він зніме найвеличніші кадри в історії фотографії та пройде важкий шлях подолання й пізнання самого себе.

## Знімались
- Джонні Депп — Юджин Сміт
- Катерін Дженкінс — Міллі
- Білл Наї — Роберт Гайєс
- Асано Таданобу — Тацуо Мацумура
- Рьо Касе — Кійоші
- Санада Хіроюкі — Міцуо Ямазакі
- Дзюн Кунімура — Дзюнічі Йоджіма
- Масайосі Ханеда — виконавець